# Steve Rothman
Steven R. "Steve" Rothman, född 14 oktober 1952 i Englewood, New Jersey, är en amerikansk demokratisk politiker. Han representerade delstaten New Jerseys nionde distrikt i USA:s representanthus 1997–2013.
Rothman gick i skola i Tenafly High School i Tenafly. Han avlade 1974 grundexamen vid Syracuse University och 1977 juristexamen vid Washington University in St. Louis. Han var borgmästare i Englewood 1983–1989.
Kongressledamoten Robert Torricelli kandiderade 1996 till USA:s senat och vann. Rothman vann kongressvalet och efterträdde Torricelli i representanthuset i januari 1997.
Rothman gifte sig 2006 med Jennifer Beckenstein. De har två barn, John och Karen. 2011 skilde de sig.